# Chien du Groenland
Le chien du Groenland ou groenlandais (grønlandshund en danois) est une race de chien assez grande semblable au husky, utilisée comme chien de traîneau ou pour la chasse à l'ours polaire ou au phoque. C'est une race ancienne descendant des chiens amenés au Groenland par les premiers Inuit.

## Histoire
Le chien du Groenland vient des régions côtières arctiques du nord de la Sibérie, de l'Alaska, du Canada et du Groenland. Les fouilles archéologiques ont prouvé que ce chien est arrivé au Groenland avec les premiers Inuits Sarqaq, il y a entre 4 000 et 5 000 ans. Des objets trouvés dans les régions habitées par les Inuits confirment que ces populations, leurs traîneaux et leurs chiens proviennent de Sibérie. Des restes trouvés dans les îles sibériennes ont une datation par le carbone 14 d'environ 7000 av. J.-C., ce qui fait du chien du Groenland l'une des races de chien les plus anciennes.
Les Vikings, premiers Européens à s'installer au Groenland, y notèrent l'existence de cette race de chien. Plus tard, les marchands, les explorateurs et les chasseurs à la baleine utilisèrent ces chiens pour leurs traîneaux, formés pour cela par les Inuits de la région. Parmi les explorateurs ayant utilisé des chiens du Groenland comme chien de traîneau, on trouve Roald Amundsen, qui en prit quatre-vingt-dix-sept pour son expédition en Antarctique, où il fut le premier homme à atteindre le pôle Sud.

## Caractéristiques

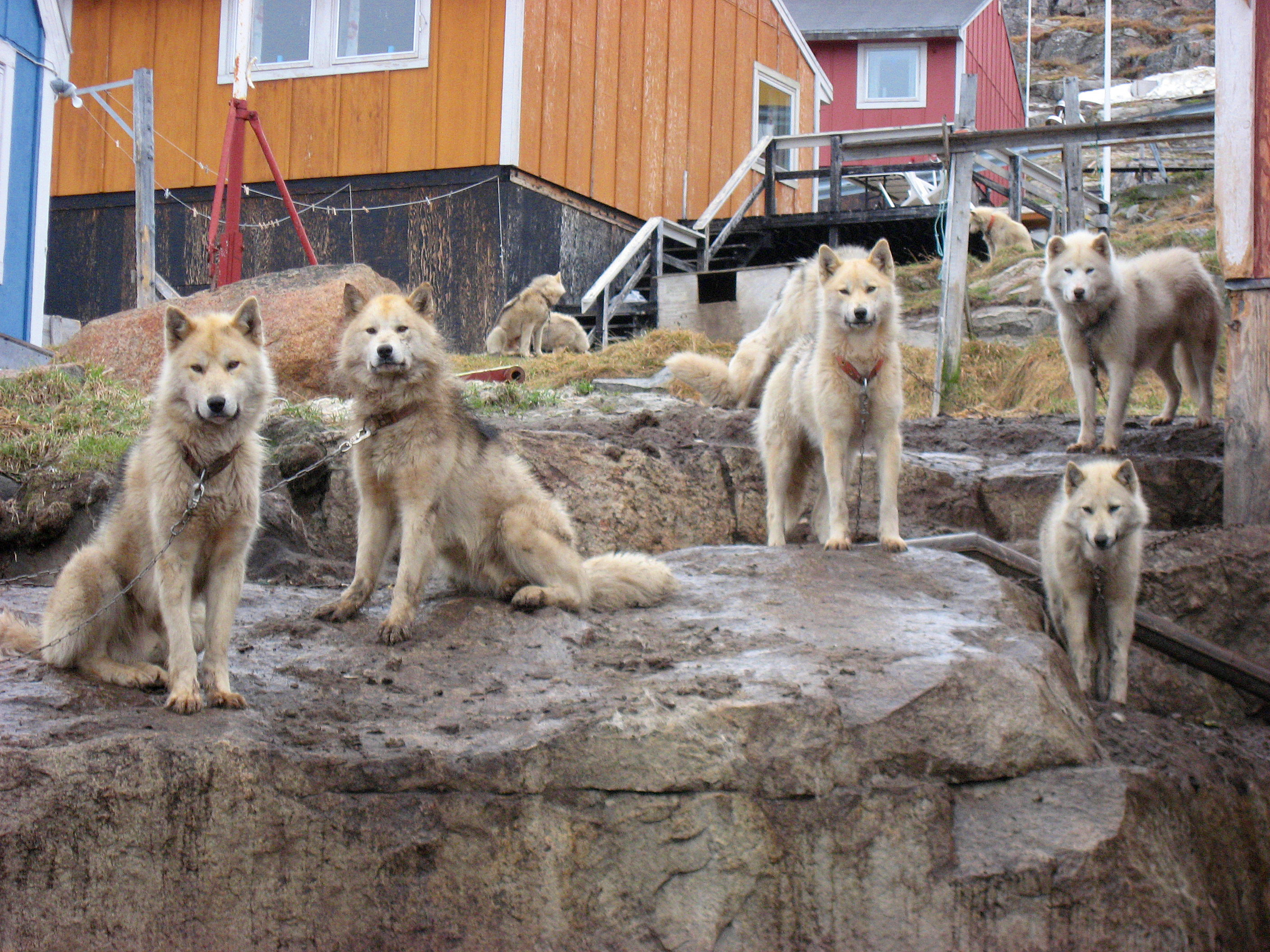
Chiens du Groenland en meute à Upernavik.

Le chien du Groenland appartient à la famille de races de chien de type spitz. C'est une race de forte constitution, bâtie pour supporter le travail difficile de chien de traîneau sous des conditions arctiques. La taille peut varier au sein de la race tant qu’elle ne porte pas préjudice aux moyens physiques et à l’harmonie du chien. Les mâles sont plus grands que les femelles : entre 58 et 68 centimètres au garrot pour les mâles et entre 51 et 61 centimètres pour les femelles. Les jambes sont fortes et musclées. Attachée haut, la queue est épaisse et touffue. Elle est portée en arc ou faiblement enroulée sur le dos.
Une caractéristique propre au chien du Groenland est un triangle situé sur les épaules et appelé « un úlo ». Ce nom provient d'un genre de couteau de la même forme et utilisé par les femmes du Groenland[réf. nécessaire].
Les yeux sont de préférence foncés, bien qu'ils puissent correspondre à la couleur de la robe. L'expression est franche et confiante. Assez petites, les oreilles sont triangulaires, avec l’extrémité arrondie, portées fermement dressées. 
Le chien du Groenland possède un poil double très abondant avec sous-poil doux et épais et un poil de couverture droit et rude, sans boucle ni ondulation. Le poil est plus abondant sur le corps et long à la face inférieure de la queue, qui a un aspect touffu. Toutes les couleurs sont admises hormis l'albinos.

## Tempérament
Au Groenland, ces chiens sont utilisés à peu près dans les mêmes conditions que leurs ancêtres, c'est-à-dire en tant qu'animaux de trait et appréciés pour leur force et leur vitesse plutôt que pour leur tempérament malléable.